# Miguel Ángel España
Miguel Ángel España Rosado (Madrid, España, 14 de mayo de 1973) es un exfutbolista profesional español que ocupaba la demarcación de portero.
Desde 2006 es entrenador de porteros de las selecciones nacionales, en la Real Federación Española de Fútbol
En enero de 2023 comenzó a desempeñar el cargo de entrenador de porteros de la selección nacional absoluta masculina. 
El 25 de marzo tiene su primer partido con la selección absoluta, en un encuentro contra el equipo de Noruega, ganando España, por 3 a 0, en el estadio de la Rosaleda (Málaga)

## Clubes
| Club                | País   | Año       |
| ------------------- | ------ | --------- |
| Rayo Vallecano C.F. | España | 1992-1998 |
| Hércules C.F.       | España | 1998-2001 |
| Alicante C.F.       | España | 2001-2005 |
| Orihuela C.F.       | España | 2005-2006 |

## Logros como Entrenador de Porteros de la RFEF
| Campeonato               | País                  | Año  | Puesto                    |
| ------------------------ | --------------------- | ---- | ------------------------- |
| UEFA EURO                | Alemania              | 2024 | Campeón                   |
| UEFA Nations League      | Países Bajos          | 2023 | Campeón                   |
| Europeo de Fútbol Sub-17 | Israel                | 2022 | Cuartos de final          |
| Juegos Olímpicos         | Tokio                 | 2021 | Medalla de Plata Olímpica |
| Europeo de Fútbol Sub-21 | Eslovenia y Hungría   | 2021 | Semifinal                 |
| Europeo de Fútbol Sub-19 | Armenia               | 2019 | Campeón                   |
| Europeo de Fútbol Sub-21 | Italia                | 2019 | Campeón                   |
| Europeo de Fútbol Sub-17 | Inglaterra            | 2018 | Cuartos de final          |
| Europeo de Fútbol Sub-21 | Polonia               | 2017 | Subcampeón                |
| Europeo de Fútbol Sub-17 | Croacia               | 2017 | Campeón                   |
| Europeo de Fútbol Sub-17 | Azerbaiyán            | 2016 | Subcampeón                |
| Europeo de Fútbol Sub-19 | Grecia                | 2015 | Campeón                   |
| Europeo de Fútbol Sub-17 | Bulgaria              | 2015 | Cuartos de final          |
| Europeo de Fútbol Sub-21 | Israel                | 2013 | Campeón                   |
| Europeo de Fútbol Sub-19 | Lituania              | 2013 | Semifinal                 |
| Mundial Sub-20           | Turquía               | 2013 | Cuartos de final          |
| Juegos Olímpicos         | Londres (Reino Unido) | 2012 | Fase de grupos            |
| Europeo de Fútbol Sub-21 | Dinamarca             | 2011 | Campeón                   |
| Mundial de Fútbol Sub-20 | Colombia              | 2011 | Cuartos de final          |
| Europeo de Fútbol Sub-17 | Liechtenstein         | 2010 | Subcampeón                |
| Europeo de Fútbol Sub-19 | Francia               | 2010 | Subcampeón                |
| Europeo de Fútbol Sub-17 | Alemania              | 2009 | Fase de grupos            |
| Europeo de Fútbol Sub-19 | Ucrania               | 2009 | Fase de grupos            |
| Europeo de Fútbol Sub-21 | Suecia                | 2009 | Fase de grupos            |
| Mundial de Fútbol Sub-20 | Egipto                | 2009 | Octavos de final          |
| Mundial de Fútbol Sub-17 | Nigeria               | 2009 | Tercera Posición          |
| Europeo de Fútbol Sub-17 | Turquía               | 2008 | Campeón                   |
| Europeo de Fútbol Sub-19 | República Checa       | 2008 | Fase de grupos            |
| Europeo de Fútbol Sub-17 | Bélgica               | 2007 | Campeón                   |
| Mundial de Fútbol Sub-17 | Corea del Sur         | 2007 | Subcampeón                |
| Mundial de Fútbol Sub-20 | Canadá                | 2007 | Cuartos de final          |
| Europeo de Fútbol Sub-17 | Luxemburgo            | 2006 | Tercera Posición          |
| Europeo de Fútbol Sub-19 | Polonia               | 2006 | Campeón                   |

## Videos
- Velocidad específica del portero. Rebounders
- Velocidad específica del portero 1x1
- Ejercicios de velocidad asociados al juego ofensivo del portero
- El juego ofensivo del portero
- Muestra de Clase práctica de porteros
- Ejercicios de velocidad específica brazos/manos 1
- Ejercicios de velocidad específica brazos/manos 2
- Entrenamiento de velocidad asociado a blocajes/desvíos-caídas/estiradas 1
- Entrenamiento de velocidad asociado a blocajes/desvíos-caídas/estiradas 2
- Entrevista a Miguel A. España
- Entrevista en AS.com